# Sacrifici religiosi nell'Antica Grecia

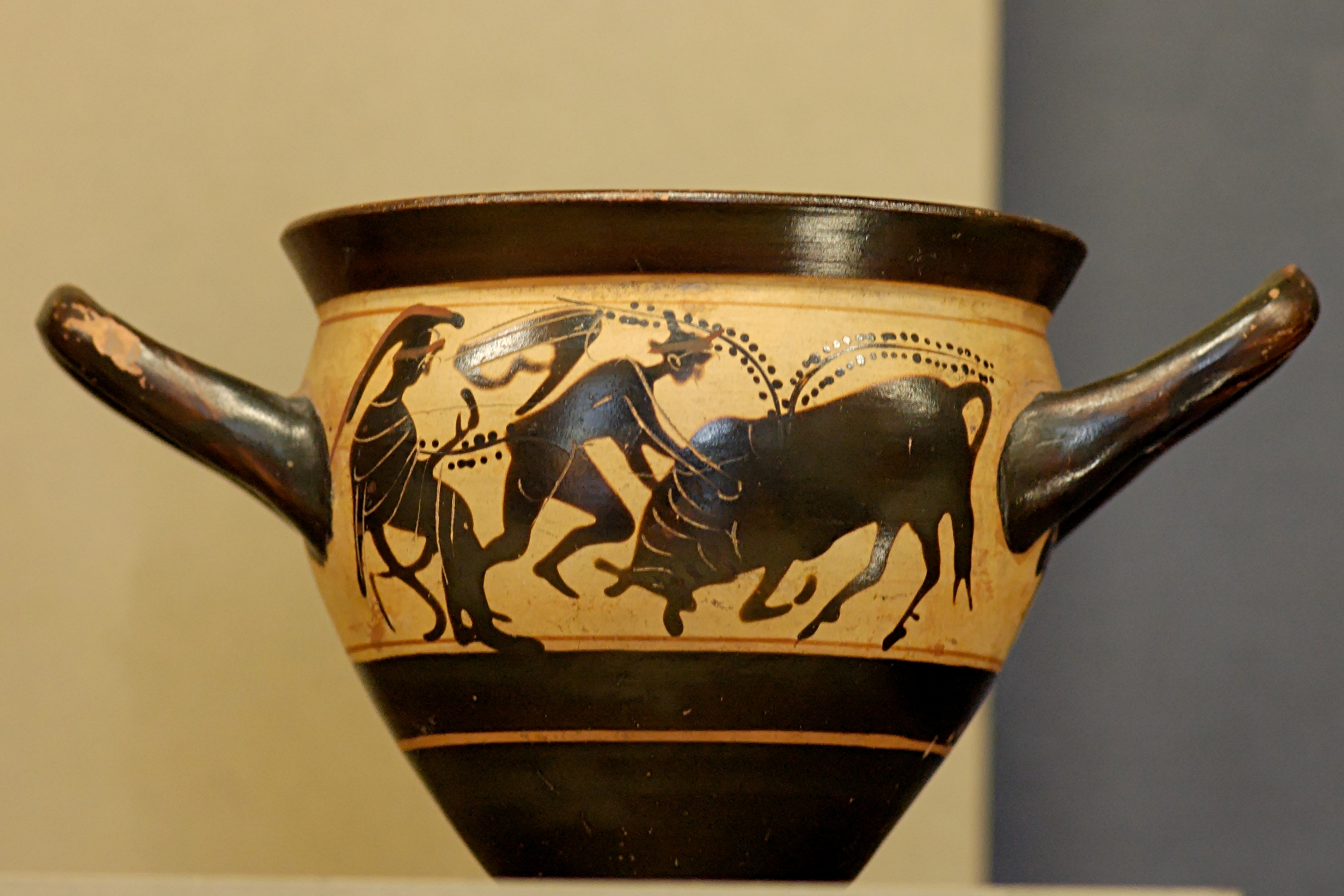
Sgozzamento della vittima sacrificale.

Il sacrificio costituisce il «cuore» della maggior parte dei rituali religiosi dell'Antica Grecia e, come gli altri riti, adotta anche forme varie, fino al punto che, in Grecia, risulta più appropriato parlare dei sacrifici.
Ciò nonostante, durante la Grecia Classica, impose sugli altri un tipo speciale di sacrificio nella pratica collettiva della polis, per esprimere alla stessa maniera i collanti di solidarietà tra i cittadini e la comunicazione con il mondo divino, e che l'armonia con questo ultimo permette e garantisce il funzionamento della comunità umana, alla distanza dovuta dagli animali e dagli dei.
Questo sacrificio, che si potrebbe definire come un sacrificio cruento di tipo alimentare, consiste nello sgozzamento rituale di uno o vari animali, una parte dei quali viene offerto agli dei tramite la cremazione sull'altare mentre il resto è mangiato per i partecipanti al sacrificio, secondo distinte modalità. Iniziato con un gesto di consacrazione, termina nella cucina. Di fatto, senza i principi di questo sacrificio, l'uomo non può mangiare la carne degli animali senza correre il rischio di cadere a sua volta nella «animalità».
Il sacrificio può essere offerto per un particolare e dare luogo a una festa domestica, per esempio in ragione di un matrimonio; può avere luogo in un santuario, o in favore di un particolare o di una associazione, o incluso nella petizione di una città.
Il sacrificante può essere la stessa testa della famiglia, nel primo dei casi: un professionista assunto per l'occasione, che agisce come sacrificante e cuoco contemporaneamente. Nei santuari, in generale, sogliono essere i sacerdoti incaricati del culto ossia quelli che realizzano i sacrifici in nome dei sacrificanti.

## Le vittime
Le vittime naturalmente variano di importanza e di numero in accordo con le possibilità economiche del sacrificante e l'importanza della celebrazione.
Ma dipendono anche dalla natura del culto, che a volte esige un tipo specifico di animale.
Ciò nonostante, soltanto gli animali domestici sono sacrificabili. Le vittime oscillano da una capra, un porco o un agnello, incluso un gallo (l'offerta più modesta), fino a un bue, l'animale del sacrificio più prestigioso, o a molti buoi, durante le celebrazioni civiche, occasione nella quale il personale specializzato assisteva il sacerdote.

## Il sacrificio nell'Odissea
Nella descrizione omerica del sacrificio si trovano tutte le tappe di ciò che sarà il grande sacrificio cruento della città. In concreto, nell'Odissea troviamo descritto di maniera speciale la suddivisione delle carni intorno all'altare nel quale finisce di offrire la sua parte agli dei, dopo il festino «a parti uguali» dei guerrieri intorno alle «ricche carni», che – come si mette in rilievo – non sono cotte.
La scena ha luogo a Fili, nella casa di Nestore, che ospita a Telemaco:
«Senza ritardo, o figli, compiete ciò ch’io vi domando:
ché più d’ogni altro iddio, propizia vo’ rendermi Atena,

che a me palese apparve nel ricco banchetto del Nume.

Su via, dunque, alla piana si vada a cercar la giovenca,

ché quanto prima giunga, ché qui la conduca il bovaro.

Dell’animoso Telemaco un altro si rechi alla nave,

e tutti i suoi compagni qui guidi, ne lasci due soli.

E un terzo, infine, qui Laèrce, l’orefice, chiami,

che venga qui, che della giovenca ci dori le corna.

Voi rimanete poi qui tutti, e ordinate ai famigli,

dentro all’inclita casa, che apprestin la mensa ed i seggi,

e legna accanto all’ara, che portino il fulgido vino».

Cosí diceva. E tutti si davan da fare. E poi giunse

dal fiume la giovenca: dal rapido legno i compagni

dell’animoso Telemaco giunsero: giunse anche il fabbro,

che gli utensili recò di bronzo, gli arnesi dell’arte,

l’incudine, il martello, le ben congegnate tenaglie,

onde soleva l’oro foggiare: partecipe Atena

dei sacrifici giunse. Die’ l’oro il vegliardo guerriero

Nestore; e il fabbro, poi che in làmine l’ebbe ridotto,

le corna alla giovenca ne cinse, ché Atena gioisse.

Trassero per le corna la giovenca Echèfrone e Stratio,

e in un lebète adorno di calici, l’acqua lustrale

in una mano Arète recò dalle stanze: ne l’altra,

entro un canestro, l’orzo recava. La scure affilata

Trasimède stringeva, già pronto a colpir la giovenca.

Persèo reggeva il vaso pel sangue. Ecco, e Nestore antico

terse le mani, l’orzo cosparse, ed Atena invocando,

sopra la fiamma gittò i peli recisi dal capo.

Quando poi furon dette le preci, e fu l’orzo cosparso,

Trasimède animoso, figliuolo di Nestore, pronto

fattosi presso, colpí. La scure, le corde del collo

tagliò, della giovenca distrusse la forza. Alte grida

levarono le figlie, le nuore, e la nobile sposa

di Nestore, Euridice, di Clímene l’inclita figlia.

Poi la giovenca alzata da terra, la tennero ferma,

e le recise la gola Pisistrato duce di genti.

Poi, scorso il negro sangue, dall’ossa lo spirito uscito,

presto la fecero in pezzi. Tagliarono prima le cosce,

tutto secondo il rito, le avvolsero in duplice strato

d’adipe, e sopra poi vi gittarono pezzi di carne.

Il vecchio le arrostí sui legni arsi, il fulgido vino

versò: coi lunghi spiedi gli stavano i giovani attorno.

Or, poi che furon bruciate le cosce, e mangiate l’entragne,

tutto il resto tagliarono a pezzi, e infilâr negli spiedi;

e ne gli spiedi acuti esposero al fuoco le carni.

Frattanto Policasta, la più giovinetta figliuola

di Nèstore Nelíde, lavava Telemaco; e quando

l’ebbe lavato, ed unto con olio lucente, un mantello

bello, e una tunica indosso gli pose; ed il giovin dal bagno

uscí, che ne l’aspetto sembrava un Celeste. E vicino

a Nèstore, pastore di genti, si fece, e sedette.

Tolte poi, dagli spiedi sfilate le tenere carni,

a mensa tutti quanti sederono. E sperti coppieri

sursero allora, e vino mesceron nei calici d’oro.»
(Omero, Odissea, Libro III)

## Il grande sacrificio nella città
La forma più solenne della thysia (vedi sotto) è uno dei sacrifici pubblici offerti per la città in occasione delle feste religiose che si concludono con un banchetto civico.
Le Panatenee ad Atene e le Giacinzie a Sparta, sono l'esempio delle feste più fastose di due città, in cui davano luogo alla macellazione di un grande numero di buoi, che alimentavano l'insieme dei cittadini che partecipavano alla festa.
Questa partecipazione al sacrificio, oltre ad essere un'occasione propizia per mangiare carne, era il modo per tornare ad aggiornare il patto che univa la città ai suoi dei e che garantiva l'ordine e la prosperità. Ma per la città era anche l'opportunità di diventare lo spettacolo stesso e di rinnovare il patto che univa i cittadini tra di loro, attraverso la distribuzione delle parti di carne provenienti dal sacrificio.
Nella fase prima del sacrificio si sceglie la vittima, operazione che può dare luogo a dei preliminari più o meno lunghi e complessi. Come minimo, il sacerdote deve assicurarsi che essa risponda ai criteri indispensabili di «purezza» (una macchia nella pelle può essere considerata come un'impurità) e di conformità con le esigenze del rito.

### Lathysia
La thysia stessa viene inaugurata con una processione in cui la vittima viene condotta all'altare, alla testa del quale va il sacerdote e i sacrificanti: in concomitanza di un giorno festivo, i magistrati, gli arconti o i pritani offrono il sacrificio nel nome della città. Tutti coloro che parteciperanno all'atto dell'esecuzione sono posti attorno all'altare. Il portatore di acqua lustrale, il portatore del cesto con i chicchi di cereali che ricoprono il coltello destinato a decapitare la vittima, il sacrificatore e i suoi assistenti, quindi i partecipanti: cioè, quelli in nome del quale viene fatto il sacrificio.
Il sacerdote, pronunciando le preghiere, sparge la testa della vittima con acqua (per ottenere il suo "insediamento" abbassando la testa, mentre la purifica) e offre i primi frutti del sacrificio, gettando sul fuoco che brucia l'altare i grani del cesto e alcuni peli della testa dell'animale.
Questa è la fase della consacrazione senza la quale non può esserci sacrificio. Il boutopos, il macellaio di buoi, può quindi abbattere l'animale colpendolo con l'ascia in fronte.
La seconda fase della morte rituale; la decapitazione. Per eseguirla, la gola dell'animale deve essere rivolta verso l'alto e il sangue deve saltare verso il cielo prima di spruzzare l'altare e la terra. Di solito, il sangue viene raccolto in un vaso preparato per questo scopo e poi versata sull'altare. Al momento della morte, le donne presenti lanciano il pianto rituale indispensabile (ololyge).
Thyein: uccidere in modo rituale, implica necessariamente queste due operazioni di consacrazione e macellazione. La terza sequenza del sacrificio consiste nello smembramento e nella distribuzione della vittima. Qui iniziava il lavoro di macelleria. I mágeiros (dalla parola makhaira), dopo aver aperto il torace dell'animale, estraevano lo splancma, cioè le visceri: polmoni e cuore, poi il fegato, la milza e i reni, e separava infine il sistema digestivo, l'entéra, che sarà consumato sotto forma di salsicce e sanguinacci.
Quindi si procedeva allo scorticamento: nei sacrifici privati, la pelle è per il prete; nei sacrifici pubblici, è rivenduta e gli utili vanno al tesoro sacro. Quindi si procedeva allo smembramento che veniva fatto in due parti e secondo due tecniche differenti:
- In primo luogo, una partizione che segue le articolazioni separa i femori (meria) dalla carne delle cosce e sono posti sull'altare dove sono coperti di grasso, cosparsi di libagione con profumi e poi bruciati: questa è la parte degli dei. Il fumo che sale verso il cielo è il suo cibo, mentre il vettore della comunicazione che il sacrificio stabilisce la connessione tra il mondo degli uomini e degli dei.
- Poi, gli assistenti del sacerdozio infilzano i visceri e li arrostiscono sull'altare, quindi vengono distribuiti tra i sacrificatori e subito consumati. Le visceri rappresentano la cosa più viva e preziosa che la vittima possiede e, quindi, il loro consumo assicura la massima partecipazione al sacrificio. Il resto della carne viene tagliato in parti uguali: la massa della carne viene tagliata con colpi paralleli del coltello, senza tener conto delle diverse parti dell'animale, e non più seguendo le loro articolazioni. Una parte è riservata agli dei (ad Atene, i pritani lo consumano), e l'altra parte è distribuita in base al peso. A volte le parti traggono sorteggio, altre sono assegnate in base al merito o all'onore, senza l'eguaglianza di peso che ovviamente esclude, considerando il modo di tagliare, l'ineguaglianza nella qualità delle parti. Queste parti sono cotte nei calderoni prima di essere consumate in situ. In questo modo si forma un secondo cerchio di "commensali" che è più largo del primo (quello di coloro che mangiavano splanchna). Il tutto costituisce quella comunità sacrificale che definisce la polis. In altre occasioni, il rituale autorizza queste parti a essere portate via e può essere consumato fuori dal luogo del sacrificio.

## Aspetti tecnici del rituale

### Alcuni elementi del vocabolario
Thyein, thysia. Il verbo thyein in greco è il verbo che designa la consacrazione di un'offerta in generale. Copre diversi riti nelle sue procedure e il suo scopo. Può essere applicato a sacrifici cruenti e non, a offerte bruciate e alle offerte depositate, a cui sono destinati gli dei e a quelli offerti ai morti o agli eroi.
Il primo significato di thyein, attestato in Omero, è "brucia per gli dei". Anche nei tempi classici, l'idea dell'offerta trasmessa dal fuoco è ancora presente nei suoi usi più frequenti.
Il significato del sostantivo thysia ha subito la stessa evoluzione. Thysia designò dapprima l'atto di "lanciare il fuoco per gli dei", e quindi, in generale, l'atto di "offrire agli dei". Ma in tempi classici, è comunemente usato per designare sia il rito di immolazione che la festa della carne che lo segue.

### Gli strumenti della thysia
Un intero insieme di oggetti, strumenti e contenitori, accompagnano le diverse fasi del sacrificio. Oggetti che sono spesso ordinari, a cui la loro presenza nel luogo del sacrificio conferisce il valore rituale. Accanto all'altare (focolare) innalzato dove è acceso il fuoco, grazie alla testimonianza di un gran numero di vasi attici del periodo classico, può essere identificato:
- Gli strumenti della morte rituale: il kanoun o cesto a tre punte contenente i chicchi di cereali e il coltello coperto da essi (e, quindi, invisibile nelle immagini), il recipiente contenente l'acqua lustrale (il louterion) e il bicchiere per raccogliere il sangue (sphageion).
- Gli utensili della cucina sacrificale: accanto all'altare, il tavolo (trapeza), che viene utilizzato per tagliare la carne, che viene poi distribuito tra i partecipanti: obeloi, forchette o spiedini, in cui sono infilate le viscere e le carni per arrostirle, e il calderone (lebes), dove gli altri pezzi vengono cotti prima di essere distribuiti a loro volta.

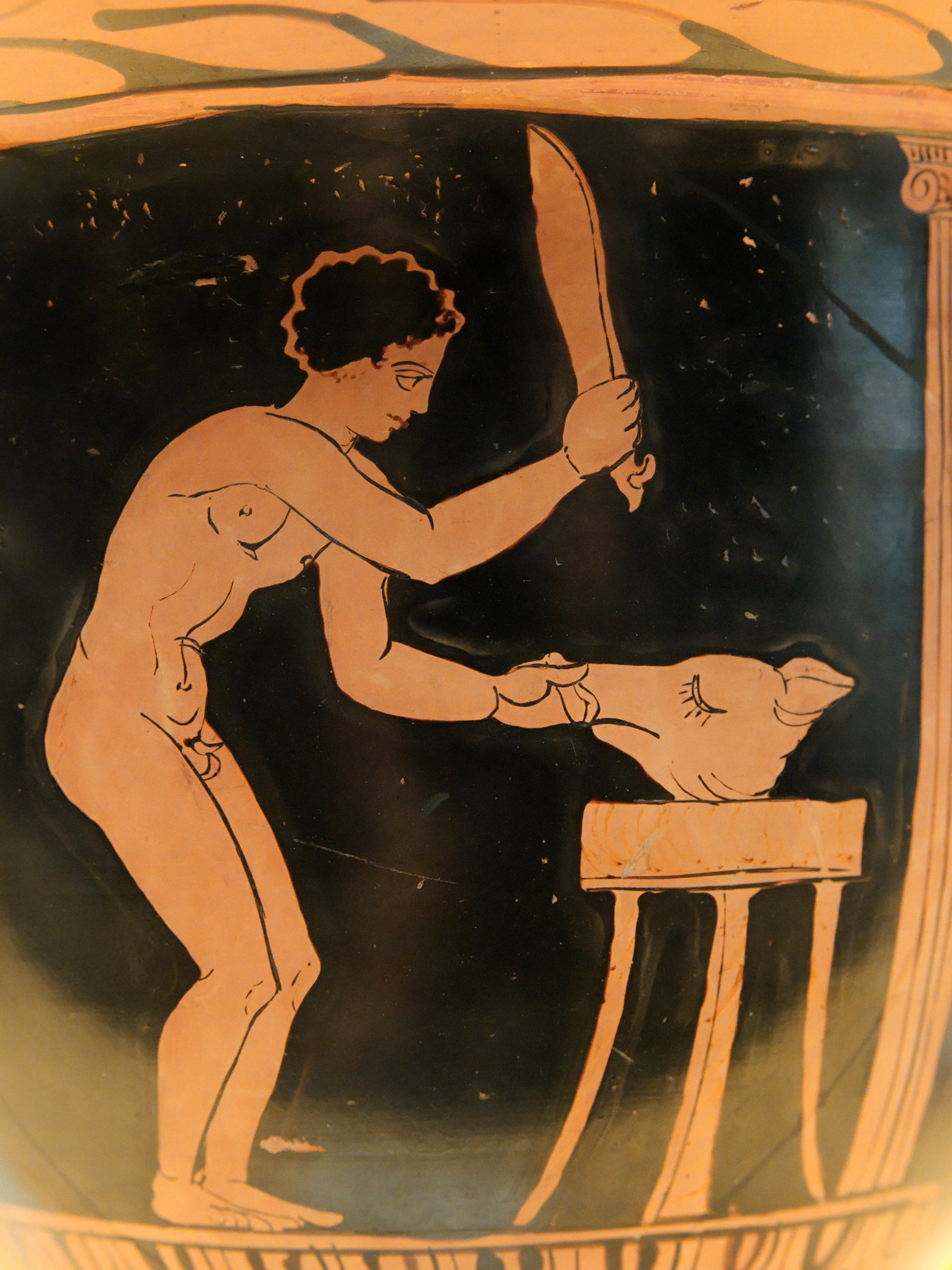
Dopo il sacrificio rituale, un giovane si prepara a dividere la testa di un maiale con un coltello. Cratere di Apulia, 360-340 a. C.

### Macellazione e sacrificio
Se è vero che c'è una parola in greco per dire "venditore di carne" (kreopoles), la parola più comune per il macellaio è mágeiros, che significa, allo stesso tempo, sacrificare, macellare e cucinare. Quindi possiamo parlare indubbiamente dell'intima relazione tra sacrificio e carneficina nell'antichità, anche in relazione alla carne.
La vendita di carne appare all'inizio come una semplice modalità della distribuzione post-sacrificale: una legge sacra di Didima precisa, se fosse impossibile celebrare il banchetto dopo il sacrificio in una specie di tenda riservata a tale uso, sarà permesso prendere la carne, perché si venderà tutto il peso.
Pertanto, nei magazzini dell'agorà, si possono trovare tanta carne di animali macellati ritualmente dai Mageliti, cioè consacrati dall'offerta dei primi frutti prima di essere macellati, una parte dei quali era, quindi, riservata a gli dei (ad Atene, la decima parte donata ai pritani), come carne sacrificale, provenienti principalmente dalle parti ottenute ritualmente dai sacerdoti e rivendute da sole. Per il resto, la stessa tecnica di triturazione usata per la carne venduta nei negozi e per le vittime del macello è la stessa.

## Altri tipi di sacrifici
C'è un altro tipo di sacrificio che è definito dal sacrificio e dall'offerta di un animale, che non è seguito dal consumo della sua carne. Nell'olocausto la totalità dell'animale immolato viene consacrata agli dei attraverso il fuoco. È un tipo di sacrificio riservato a certi culti speciali, come il culto di Artemide Lafria a Patrasso, abbastanza eccezionale da essere stato descritto da Pausania (vii, 18, 11-13). È anche il caso di certi sacrifici consacrati agli eroi e ai morti, che obbediscono a un rituale diverso. Nello specifico, in essi non è più il bomo che riceve il sangue delle vittime, ma un altare basso, chiamato eschara, o direttamente sul terreno o su una tomba.
Sphagizein, che mette l'accento sulla decapitazione della vittima, o enagizein, viene spesso usato in opposizione a thyein, riservato alla vittima immolata sull'altare secondo il rito già descritto. Certe divinità, legate in modo speciale al suolo e alla terra, ricevono anche questo tipo di sacrificio chiamato ctonio.
Ci sono anche sacrifici senza vittime di animali o sacrifici non cruenti. In essi si offre cibo di tutti i tipi, pane in varie forme e composizioni, frutta, dolci, piatti cucinati o anche verdure o profumi offerti agli dei per mezzo della fiamma accesa sull'altare. I sacrifici quotidiani offerti in ogni casa sono di questo tipo la maggior parte del tempo. D'altra parte, certe sette richiedono, esplicitamente ed esclusivamente, sacrifici non cruenti come il culto di Demetra Melena a Figaleia in Arcadia (Pausania, VIII, 42).
Numerosi rituali associano i due tipi di offerte, cruente e non cruente. Alcune feste complesse, come quelli di Atene che celebrano il ruolo di Apollo nello sviluppo del ciclo vegetativo, danno anche un posto privilegiato all'offerta non cruenta che, in entrambi i casi, dà il nome alla festa. Le Targelias, feste primaverili, devono il loro nome al thargelos, un pane fatto con i primi grani dell'anno, che viene cotto per l'occasione e portato in processione all'altare. Le Pianopiche, feste autunnali, nella loro sequenza centrale, consistono nell'offrire ad Apollo un vaso in cui è stata cucinata una specie di brodo vegetale e vegetale o puanopsion, realizzata, in particolare, con legumi secchi.
Accanto ai sacrifici, propriamente parlando, ci sono semplici offerte, abbandonate sulle tavole dedicate a questo uso accanto all'altare (uno dei nomi di queste offerte è trapezomata che significa, oggetti depositati sui tavoli) o in qualsiasi altro luogo investito con un valore sacro (ai piedi di una statua, per esempio).
A Delo c'era, accanto a un altare dove venivano sacrificate le ecatombe, un secondo altare, anch'esso consacrato ad Apollo sotto l'epiteto di Genetor, che era riservato a questo tipo di offerte. Lì era proibito offrire vittime cruente e accendere fuochi. I Pitagorici gli riservarono una devozione speciale.

## Le libagioni
Le libagioni costituivano una parte importante dei riti sacrificali. Erano associati a un sacrificio cruento, ma potevano anche apparire come un rituale autonomo con la loro stessa coerenza.